# ام أيه تي -49
ام أيه تي -49 (بالإنجليزية: MAT-49)‏
هو مدفع رشاش تم تطويره من قبل مصنع تصنيع الأسلحة الفرنسية الوطنية كوت آرمز دي تول (MAT) لاستخدامه من قبل الجيش الفرنسي وأنتج لأول مرة في عام 1949.